# Zee Cine Awards
Les Zee Cine Awards ou ZCA, créés en 1998,  sont des prix cinématographiques décernés aux productions de Bollywood. Ils sont organisés par Zee Entertainment Enterprises, société de média surtout présente dans le domaine de la télévision mais aussi dans ceux de la musique et de la production cinématographique, et sponsorisés par une entreprise qui peut être différente chaque année.
Les premières cérémonies se sont tenues à Bombay puis dans le monde entier à partir de 2004 : Dubaï (2004), Londres (2005, 2008), l'île Maurice (2006), la Malaisie (2007) et Singapour (2011). La cérémonie n'a pas eu lieu en 2009 ni en 2010.
Les prix se divisent en deux catégories, les Prix du public (Viewer's choice) et les Prix du jury (Jury's choice) et les Prix techniques (Technical Awards) attribués par les critiques. De plus, des récompenses spéciales peuvent être décernées certaines années.

## Viewer's choice (Prix des spectateurs)
- Meilleur film
- Meilleur réalisateur
- Meilleur acteur
- Meilleure actrice
- Meilleure chanson de l'année

## Jury's choice (Prix du Jury)
- Meilleur acteur (choix des critiques)
- Meilleure actrice (choix des critiques)
- Meilleur acteur dans un rôle secondaire
- Meilleure actrice dans un rôle secondaire
- Meilleur acteur dans un rôle négatif
- Meilleur acteur dans un rôle comique
- Réalisateur le plus prometteur
- Meilleur acteur débutant
- Meilleure actrice débutante
- Meilleur chanteur de play-back
- Meilleure chanteuse de play-back
- Meilleur directeur musical
- Meilleur parolier
- Lifetime Achievement (Prix pour l'ensemble de la carrière)

## Technical Awards (Prix techniques)
- Meilleure musique d'accompagnement
- Meilleurs dialogues
- Meilleure histoire
- Meilleur scénario
- Meilleure direction de la photographie
- Meilleur montage
- Meilleure action
- Meilleure direction artistique
- Meilleur ingénieur du son
- Meilleure chorégraphie
- Meilleurs costumes
- Meilleur traitement des images
- Meilleure promotion
- Meilleur enregistrement des chansons
- Meilleurs effets visuels

## Autres prix
- Lux Face of the Year (1998-2001)
- Netizen Award du meilleur film (2001)
- Zee Premiere Choice - Actrice (2001)
- Zee Premiere Choice - Acteur (2001)
- Prix spécial du meilleur réalisateur débutant (2002)
- Prix spécial Hall of Fame (hommage) (2002)
- Prix spécial pour une contribution remarquable au cinéma mondial (2002)
- Prix spécial pour une performance remarquable - Actrice (2002)
- Prix spécial pour une performance remarquable - Acteur (2002)
- Queen of Hearts (2002-2003)
- Dynamic Duo (2003)
- True Indian Beauty (2003)
- Super star de l'année - Actrice (2004)
- Super star de l'année - Acteur (2004)
- Zenith Power Team Award (2007)
- Meilleure contribution au cinéma indien
- Golden Grade Award

2007 Prix spéciaux
- Forever Diva Award - Rekha
- Consécration spéciale - Subhash Ghai
- Fun Cinema Entertainer of the year - Shahrukh Khan - Don - The Chase Begins Again

2008 Prix spéciaux
- Reine de Bollywood - Gauri Khan
- Prix de l'actrice anglo indienne - Katrina Kaif
- Zee Icon Award – Shahrukh Khan
- Entertainer of the year – Ritesh Deshmukh